# Dąbrowa (użytek ekologiczny)
Dąbrowa – użytek ekologiczny w południowo-zachodniej części Krakowa, w dzielnicy VIII Dębniki, położony między  autostradą A4 a osiedlem Podgórki Tynieckie. Został utworzony uchwałą Rady Miasta Krakowa z dnia 28 lutego 2018 roku. Położony jest w obrębie obszaru Natura 2000 Dębnicko-Tyniecki obszar łąkowy oraz Bielańsko-Tynieckiego Parku Krajobrazowego. Na południe od niego znajduje się rezerwat przyrody Skołczanka. 

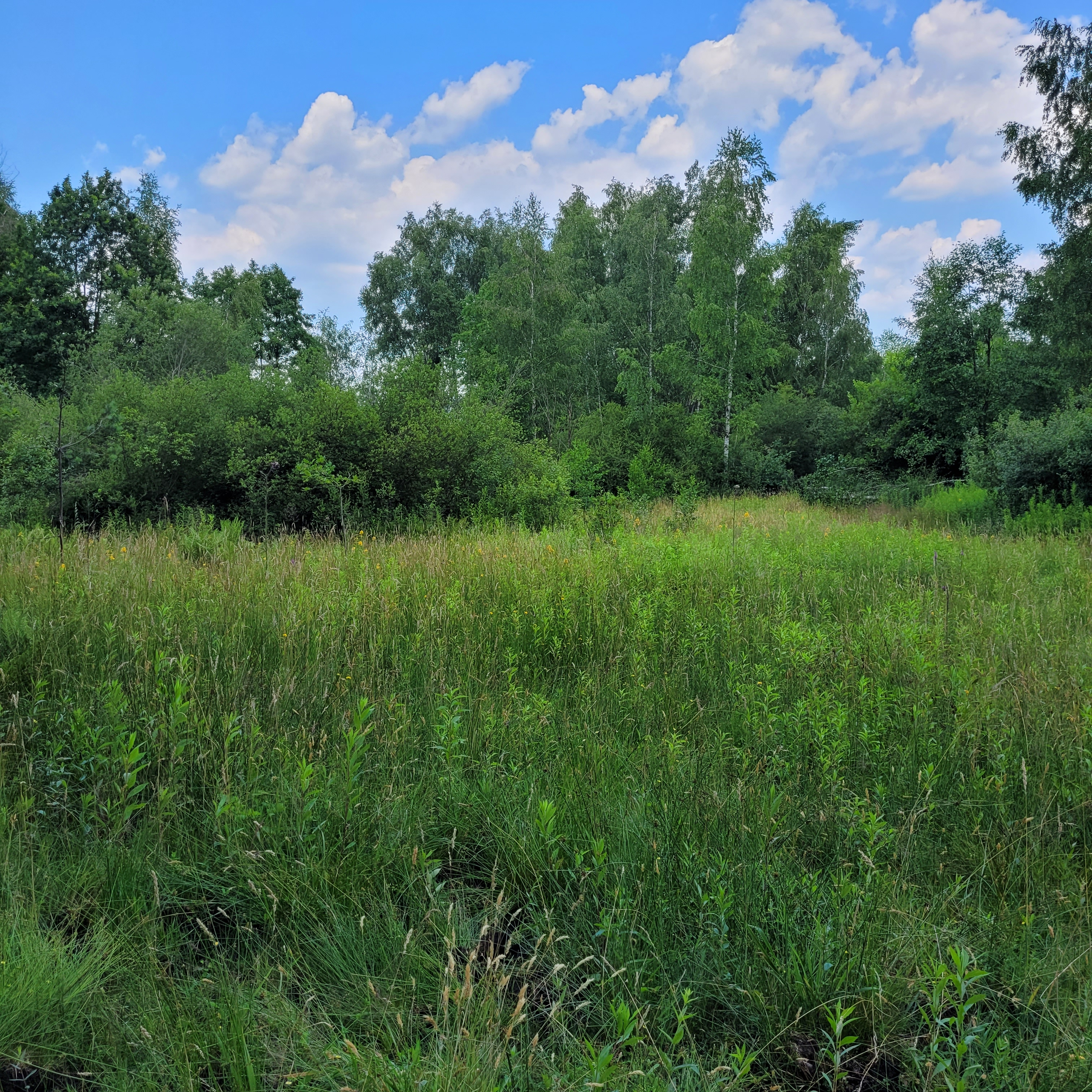
Fragment użytku ekologicznego Dąbrowa w lipcu 2023 roku

Na terenie użytku ekologicznego o powierzchni 14,97 ha ochronie podlegają zbiorowiska zmiennowilgotnych łąk trzęślicowych z torfowiskiem przejściowym i wydmą, które stanowią siedlisko i ostoję chronionych gatunków roślin i zwierząt.